# Ли, Камилла Витальевна
Камилла Витальевна Ли (17 февраля 1944, село Саяк Талды-Курганская область) — искусствовед, член Международной ассоциации художественных критиков (AICA) при ЮНЕСКО, член Международной авторской Ассоциации (ALAI). Заслуженный деятель Казахстана (2020).

## Биография

### Образование
Окончила факультет иностранных языков Алма-Атинского педагогического института в 1965 году по специальности «преподаватель немецкого языка».
В 1975 году окончила Ленинградский институт живописи, скульптуры и архитектуры им. И. Е. Репина Российской академии художеств.
В 1986 году окончила аспирантуру Института литературы и искусства.

### Трудовой стаж
- 1967 г. — Учёный секретарь дирекции художественных выставок Министерства культуры КазССР
- 1972 г. — Учёный секретарь Республиканского музея народного прикладного искусства Министерства культуры КазССР
- 1974 г. — Заведующая методическим сектором отдела декоративно-прикладного искусства Государственного музея искусств им. А. Кастеева
- С 1976 г. — Главный художник Художественного фонда КазССР
- С 1979 г. — Член Союза Художников Республики Казахстан
- 1984—1987 гг. — Научный сотрудник Института литературы и искусства им. М. Ауэзова Академии наук КазССР
- 1991—1995 гг. — Вице-президент Ассоциации «Уласу-арт» (г. Алматы)
- 1996—2000 гг. — Руководитель НПО «Лаборатория интеллектуальной собственности» (г. Алматы)
- С 2000 г. — Президент Общественного Фонда «Экология культуры»[4]
- 2001—2010 гг. — Ответственный секретарь Союза художников РК
- С 2009 г. — Ведущий научный сотрудник научного центра «Изобразительное искусство Казахстана» Государственного музея искусств им. А.Кастеева[5]

## Творчество
Автор около 200 печатных работ, каталогов, книг и альбомов в журналах и книжных изданиях. Имеет авторское свидетельство (в группе коллег) на создание концептуального проекта «Оценка национальных ресурсов» в разделе «Оценка объектов интеллектуальной собственности».
Имеет около 200 печатных работ в журналах и книжных изданиях.

### Книги и альбомы
- «Прикладное искусство Казахстана XIX века»., Искусство народов СССР п/р Веймарна, т. У1, 1979 г., Москва, издательство «Искусство».
- Искусство и художники Казахстана. История Каз ССР, т.3, изд. АН КазССР, 1979 г.
- Ряд статей по декоративно-прикладному искусству в Казахской советской энциклопедии, т. У1, 1989 г.
- «Изобразительное искусство Казахстана 60 — 90 гг, Иллюстративный Альбом. Алматы, издательство „Дидар“, 1998 г.
- „Изобразительное искусство Казахстана. XX век . Живопись, скульптура, графика, актуальное искусство“ (Первая краткая история изобразитльного искусства Казахстана.) Автор монографии. Издательство „Атамура“.2001 г.
- „Декоративно — прикладное искусство Казахстана. XX век“ Издательство „Атамура“ Составитель, автор предисловия, а также глав „Гобелен“, „Ювелирное искусство“, „Вышивка и плетение.“ 2002 г.
- „Шестидесятники. Тюркский романтизм“. Иллюстрированный альбом „Соны Сурлеу“ Куратор издания, автор текста, составитель. 2004 г. Издательство „Казахстаника“.
- Шедевры изобразительного искусства Казахстана. Издательство „Берел“ Иллюстрированный альбом. Художественный редактор и автор части комментариев. 2005 г.
- Искусство Казахстана 1985—2005 г. Иллюстрированный Альбом. Автор вступительного текста и составитель. Издательство „Берел“ 2006 г.
- Художественная коллекция резиденции Президента „Ак Орды“. Иллюстрированный презентационный Альбом „Ак Орда“, издательство „Берел“ 2006 г.
- Казбек Баймульдин. Иллюстрированный Альбом. Алматы 2006 г. Автор текста¸Составитель.
- Айша Галимбаева. Иллюстрированный альбом. Алматы. 2008 Автор текста.
- Иллюстрированный альбом. О художественном творчестве (акварели) писателя Анатолия Кима. Алматы, 2012 г.
- Учитель и ученик. Т. Ордабеков и Б. Баймен. Иллюстрированный альбом. Автор и составитель. Алматы 2013 г.
- Графика. Иллюстрированный альбом. Автор и составитель (по коллекции ГМИ РК им. А. Кастеева). Алматы 2013 г.

### Каталоги
- Каталог персональной выставки Идриса Карсакпаева к 50 — летию со дня рождения, Алма — Ата,1982 г.
- Каталог выставки Амена Хайдарова, Алма-Ата, 1983 г.
- Каталог выставки художников Казахстана в Румынии. Живопись, графика. (Б.Табиев, К. Дуйсенбаев, А. Сыдыханов, А. Аканаев, В.Тимофеев, К. Закиров), Бухарест, 1989 г.
- Галым Маданов, Алматы, 1995 г.
- Фархад Камалов, Алматы, 1996 г.
- „Бек и Даир Тулековы“, Алматы, 2001 г.
- „Странник, идущий к цели“ Каталог персональной выставки Ахмета Ахата. 2004 г.
- Рашид Юлдашев. Каталог — альбом 2004 г.
- Кармине Барабаро. 2004 г.
- Макум Кисамединов. Каталог персональной выставки , 2005 г.
- „Кто вы, скифы, саки, народ сэ“ . Предисловие к каталогу персональной выставки Даны Хуршудьян „Царство Саков“, 2007 г.
- Юристанбек Шигаев. Каталог персональной выставки. Автор статьи. Бишкек. 2007 г.
- Эдуард Казарян. Каталог творческих работ, автор текста. 2009 г.
- Вступительная статья в каталоге персональной выставки Гульфайрус Исмаиловой» к 80 — летию со дня рождения.
- Вступительная статья в каталоге персональной выставки Ясенки Тушан — Вайон.

### Сборники
- «Казахское народное искусство, как целостная художественная система и её развитие в современных условиях». Сборник докладов и выступлений на межреспубликанской научно-практической конференции, приуроченной к 11 пленуму Союза художников Казахстана. Алма — Ата, 1988 г.
- «Казахское народное искусство. Историография вопроса.».Сборник секции искусствоведения Союза художников РК. Алматы, 1992 г.
- «Мировоззренческая концепция тюркской культуры и её отражение в казахской художественной традиции» (Сокращённый вариант) Сб. тезисов Международного симпозиума «Музыка тюркских народов», Алматы, 1994 г.
- «Актуальное искусство и восточная ментальность». Сб. «Актуально об актуальном», Алматы, СЦСИ «Сорос-Алматы» 2000 г.
- Казахстанское изобразительное искусство на путях к самоидентификации". Сб. «Искусство наций», Москва 2002 г.
- «Современная культурная ситуация в Казахстане. Проблемы и перспективы развития современной культуры Казахстана.» (Институт сотрудничества в целях развития -IDC при поддержки Фонда HIVOS) Алматы 2002 г.
- «Портрет балерины Ли. По ту сторону картины». В сб. Труды Государственного музея искусств им. А, Кастеева. 2011 г.
- «Каспий. Нефть и культура. Традиция и Хайтек» — статья в книге «Каспий. Нефть и культура» (о культурологической экспедиции М. Ауэзова и Г. Шалахметова). 2011 г.

### Журналы
- Народное творчество в Казахстане на современном этапе // «Декоративное искусство» 1983 г. № 3, Москва.
- "Феномен манекена (Е. Тулепбаев), «Искусство», Москва, 1990 г.
- «Отблески молчания» О творчестве Г. Маданова, Алматы, «Дидар», № 1, 1993 г.
- «Символ — код истины» о творчестве С. Сыдыханова, Алматы, «Дидар», № 15, 1999 г.
- «Моисей Микельанджело» — перевод статьи Зигмунда Фрейда. «Простор» 1996 г.
- «Памятник Абая в Москве». Москва 2006 г.
- «Возвращение в Намвон». (Акварели писателя Ю. Кима). Ж. «Простор», № 10, 2011 г.
- «Луис Ортега. Современный маг». Сборник трудов Государственного музея искусств им. А. Кастеева. 2011 г. ГМИ РК . Алматы
- О творчестве семьи Бапановых. Ж. «Декоративное искусство», Москва, 2012 г.
- Искусство саков. Ж. «Декоративное искусство», Москва, 2013 г.